# Anne Emmanuel de Crussol d'Amboise
Anne Emmanuel François Georges de Crussol d'Amboise, né le 30 mai 1726 à Aurillac (Cantal), guillotiné le 26 juillet 1794 à Paris, est un général de division de la Révolution française. Il est le fils de Jean Emmanuel dit le marquis d'Amboise et d'Anne Marthe Louise Maboul de Fors.

## Famille
Il a épousé le 16 mars 1747, Claude Angélique Bersin, née en 1730 . Sous la Révolution, la marquise de Crussol d'Amboise vit séparée de son mari. Elle garde auprès d'elle sa femme de chambre, Marianne Berthe Asseline. Totalement incapable de faire du mal d'après la  famille de Crussol, elle est mise aux arrêts le 17 septembre 1793, d'abord dans la prison des Anglaises 17 jours, puis dans la prison du Luxembourg 10 jours. Puis elle retourne dans son hôtel de la rue Saint-Florentin no 675 (11 rue Saint-Florentin) à Paris, sous la garde du Comité de surveillance de la Section des Tuileries. Après avoir été mis au secret depuis décembre 1793, trois de ses gardiens, le chirurgiens Pierre Lapeyre, le cordonnier Pierre Laville et le perruquier Jean Huet sont exécutés le 17 avril 1794. Le 20 avril 1794, elle « sera réintégrée dans une maison d'arrêt, où elle continuera à rester détenue ». Elle a dans son carnet l'adresse personnel d'Amar, un membre influent du Comité de sûreté générale. Trois locataires de son hôtel sont guillotinés avec elle, Denise Buard, Louis Letellier et le pharmacien Georges Folloppe. L'un de ses locataires non compris dans l'arrestation est le policier du Comité de sûreté générale François Héron. La marquise de Crussol d'Amboise est guillotinée le 10 mai 1794 à Paris avec Madame Élisabeth, sœur de Louis XVI, et avec de nombreuses femmes et des hommes dévoués à Marie-Antoinette et partisans de la monarchie.

## États de service
Il entre en service aux mousquetaires le 8 décembre 1740, et il fait la campagne de 1742 en Flandre. Par commission du 1er janvier 1743, il lève une compagnie dans le régiment de cavalerie Royal-Pologne, qu’il commande à la reprise de Weissemberg et des lignes de la Lautern, à l’affaire d’Haguenau le 25 août 1744 et au siège de Fribourg le 11 octobre 1744. Le 14 décembre 1744, il obtient la charge de deuxième cornette de la compagnie des chevau-légers de Bretagnes, et rang de lieutenant-colonel de cavalerie. Il se trouve à la bataille de Fontenoy le 11 mai 1745, aux sièges de Tournay, de Dendermonde, d’Oudenarde et d’Ath en 1745. Le 1er décembre 1745, il passe à la compagnie des gendarmes du Berry, et il participe avec cette unité aux sièges de Mons, de Charleroi, de Namur et à la bataille de Rocoux le 11 octobre 1746.
Le 20 janvier 1747, il est sous-lieutenant de la compagnie de gendarmes des Flandres, avec rang de mestre-de-camp de cavalerie. Il combat à Lawfeld le 2 juillet 1747 et il sert à Maastricht en 1748. Le 1er février 1749, il est nommé capitaine lieutenant de la compagnie des chevau-légers du Berry, qu’il commande à l’armée d’Allemagne en 1757. Le 3 janvier 1757, il est fait chevalier de Saint-Louis. Il combat à Sundershausen, à la prise de Cassel, à la conquête de la Hesse et à la bataille de Lutzelberg en 1758. Il est créé brigadier le 10 février 1759, et il est fait colonel-lieutenant du régiment d’infanterie de la reine.
Le 15 octobre 1760, il commande le régiment de la reine à la bataille de Clostercamp, et à l’armée d’Allemagne en 1761. Il est promu maréchal de camp le 25 juillet 1762, et lieutenant général le 1er mars 1780. En 1789, il est élu député par la noblesse de la Sénéchaussée de Poitiers aux États généraux de 1789. 
En 1793, il devient suspect aux jacobins, il est arrêté, mis en jugement et guillotiné le 26 juillet 1794, veille de la chute de Robespierre.

## Sources
- (en) « Generals Who Served in the French Army during the Period 1789 - 1814: Eberle to Exelmans »
- Jean-Baptiste Pierre de Courcelles, Dictionnaire historique et biographique des généraux français depuis le onzième siècle jusqu'en 1822, L’Auteur, janvier 1822, 452 p. (lire en ligne), p. 49.
- « Anne Emmanuel de Crussol d'Amboise », dans Adolphe Robert et Gaston Cougny, Dictionnaire des parlementaires français, Edgar Bourloton, 1889-1891 [détail de l’édition]
- Fiche sur Assemblée nationale